# Non c'è bestemmia. Scritti sul parlato riprovevole
Non c'è bestemmia. Scritti sul parlato riprovevole è un saggio del 2023 di Florio Carnesecchi, Pietro Clemente, Paolo De Simonis, Luciano Giannelli, Gianfranco Macciotta, Giovanni Pieri.
Non sempre una bestemmia viene pronunciata con lo scopo di voler oltraggiare un dio o un santo o una qualche divinità: talvolta essa può rappresentare una sorta di intercalare nel parlare, volgare ma non blasfemo. Un modo di esprimersi tradizionale degli abitanti di alcune aree d'Italia che non significa però venire additati come irriverenti. Questa, in sostanza, la conclusione alla quale sono giunti alcuni antropologi, linguisti e giuristi che hanno studiato il rapporto tra bestemmie e religione, pubblicandone le loro considerazioni nel volume: Non c'è bestemmia. Scritti sul parlato riprovevole.
Sulla base di questo ragionamento, la bestemmia, in Italia, ha sempre avuto una doppia valenza, esprimendo due opposti significati: in un senso significa sacro, consacrato, nell’altro, sinistro, pericoloso, proibito, impuro. Cioè qualcosa da cui astenersi, ma che non se ne può fare a meno. Siamo l'unico paese al mondo che, nel linguaggio popolare, possiede un patrimonio quasi sconfinato di bestemmie, peraltro diversificate nelle varie regioni. Una sorta di cultura popolare in cui è cresciuta l'unione tra la divinità e l'offesa. All'estero, ad esempio, non hanno idea di cosa voglia dire bestemmiare, non lo capiscono, non sanno cosa significhi. In Italia esiste una vera e propria tradizione orale fatta propria dai dialetti, evolutasi nel tempo ed approdata nella lingua italiana.

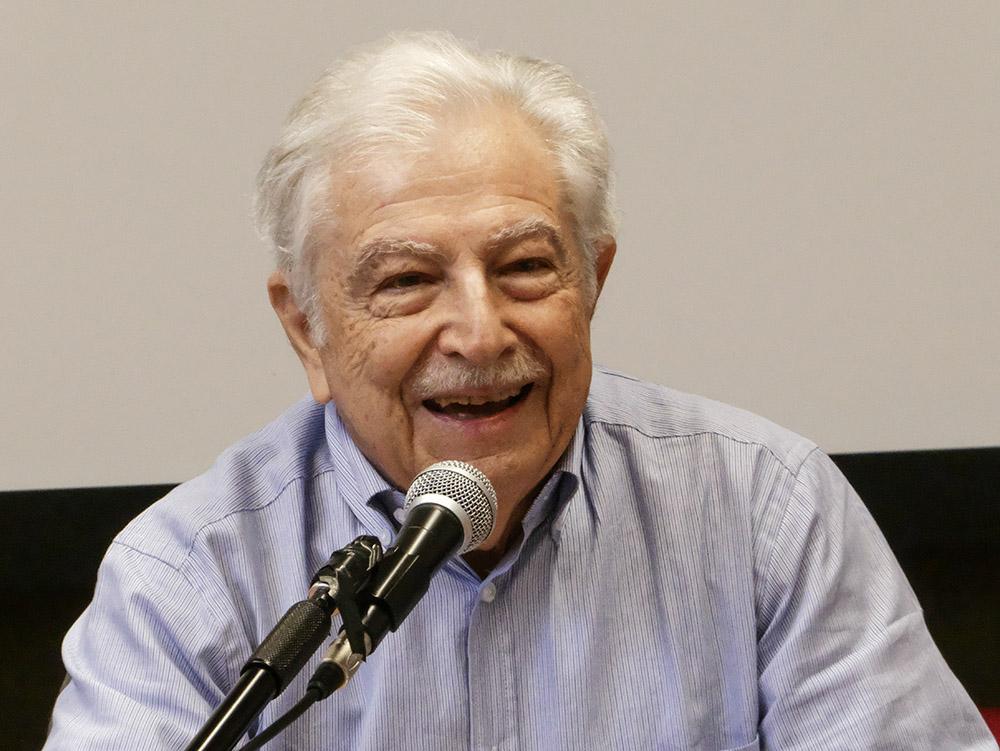
L'antropologo Pietro Clemente alla presentazione del libro, Siena, 29 maggio 2023, foto di Mauro Tozzi

Il 9 aprile 2024 il volume è stato presentato, a cura dell'Università di Firenze, presso il polo universitario di Prato. Gli autori nelle loro esplorazioni negli arcipelaghi verbali, delle emozioni e delle sensazioni che si manifestano nel corso delle umane vicende, hanno incontrato piccoli indizi che rivendicano maggiore libertà di parola, laddove divinità meno permalose pare non si offendano per gli sfoghi degli umani. Secondo gli autori, come esplicheranno nell'incontro di Prato, mostreranno come la bestemmia, con intenzioni palesemente blasfeme, appaia quasi del tutto estinta.
Curiosamente, la presentazione del volume è avvenuta nella stessa città in cui nel 1977 Giuseppe Bertolucci girò il film Berlinguer ti voglio bene, trasmesso per la prima volta in televisione soltanto poche settimane fa a causa dei continui turpiloqui e delle numerosissime battute volgari.
Sul volume in oggetto, appare interessante la dissertazione di Valeria Dattilo dal titolo Sulla natura non semantica della bestemmia e la sua prossimità con il parlato riprovevole.